# ウラーン・ホシューンの戦い
ウラーン・ホシューンの戦いとは、1414年(永楽12年)に永楽帝率いる明軍と、ダルバク・ハーン及び順寧王マフムード率いるオイラト軍の間で行われた戦闘。両軍ともに大きな損害を蒙ったが最終的には明軍の優勢に終わり、ダルバク・ハーンとマフムードはこの戦いの後間もなく亡くなった。
「ウラーン・ホシューン(Ulaγan qosiγun)」とはモンゴル語で「赤い鼻(山嘴)」の意で、『明実録』などの漢文史料では「忽蘭忽失温」と表記される。『元史』にもクトクト・カーン(明宗コシラ)が通った地として記録されており、現在のモンゴル国首都ウランバートルの東南、ケルレン河とトーラ河の分水嶺上にあったと考えられている。
ウラーン・ホシューンの戦いを含むこの戦役全体を、永楽十二年の役もしくは永楽帝(成祖)の第二次北伐(北征)とも呼称する。

## 背景
1409年(永楽7年)、丘福率いる明軍がモンゴリアにおいてペンヤシュリー・ハーンとアルクタイ太師の連合軍に大敗したことを聞いた永楽帝はモンゴリアへの親征を決意し、翌1410年(永楽8年)にはオノン河の戦いにてペンヤシュリー・ハーンの軍勢に大勝した(永楽八年の役)。
しかし、この明軍の勝利はペンヤシュリー・ハーンらと敵対していた西モンゴリアを支配するドルベン・オイラト(四オイラト部族連合)の跳梁を生み、敗戦後オイラトに亡命したペンヤシュリー・ハーンは1413年(永楽11年)にチョロース氏の長順寧王マフムードによって殺害されてしまった。マフムードはペンヤシュリー・ハーンに代わってアリク・ブケ王家のダルバク・ハーンを擁立し、アルクタイ率いる勢力を圧迫した。
このようなオイラトの動きに対し、アルクタイは明朝にオイラトを討伐するよう要請し、永楽帝はこの要請を受け容れアルクタイを封じて和寧王とした。更に同年末から1414年(永楽12年)にかけてオイラト軍が南下して開平・興和・大寧といった明朝の北方防衛拠点を窺っているとの報告がアルクタイよりもたらされ、永楽帝による2度目のモンゴリア親征が決定されることとなった。

## 戦闘に至るまで
1414年3月17日、永楽帝率いる明軍は「50万」の大軍であると称し、モンゴリアに向けて北京を出発した。同年6月にはモンゴリアの中央部にまで明軍は進出し、6月3日に明軍はかつてチンギス・カンの駐屯地の一つであったサアリ・ケエル(双泉海)に駐屯した。
6月4日、明軍の斥候はオイラト軍の斥候100人余りと遭遇し、オイラト兵は短期間の戦闘の後すぐに退却したが、この時捕らえられた捕虜の口からオイラト軍本隊が明軍から100里余りの地まで接近していることが明らかになった。翌5日も斥候どうしの間で戦闘が行われ、次第に距離を縮めた両軍はケルレン河とトーラ河の中間、ウラーン・ホシューンで対峙することとなった。

## 戦闘の経過
6月7日、ウラーン・ホシューンにてオイラト軍と明軍は対峙し、両軍はともに高所に布陣した。両軍ともに遊牧国家伝統の中軍・右翼・左翼の3軍構成を取り、オイラト軍は3万余りの規模であったという。オイラト軍の側から動こうとはしなかったため、永楽帝は麾下の騎兵に命じてオイラト軍に突撃させ、これに答える形でオイラト軍も動きだし、戦端が開かれた。
まず、中軍どうしの戦いでは安遠侯柳升率いる部隊が突撃してくるオイラト兵に対して神機銃(火槍)を斉射し、数百人が負傷して混乱したオイラト軍に対して永楽帝自らが重騎兵を率いて突撃し、オイラト中軍は潰走した。オイラト左翼・明右翼の戦場では明の将軍武安侯鄭亨が流れ矢に当たって負傷し、また寧陽侯陳懋・成山侯王通らが奮戦してもオイラト軍をなかなか崩せなかったが、ここでも神機銃の連発によってオイラト左翼軍は敗走に追い込まれた。オイラト右翼・明左翼の戦場では唯一明軍側が劣勢にあり、指揮官の一人が戦死する事態に陥ったが、永楽帝が麾下の騎兵を援軍に回したため遂にオイラト軍は敗走を始めた。明軍は敗走したオイラト軍を追撃して北上し、トーラ河畔で再結集したオイラト軍は反転攻勢に出たが、ここでもオイラト軍は敗れマフムード、タイピンらは逃れた。
以上が明側の史料の伝える戦いの全容であり、明軍はオイラト軍に対して大勝利を収めたとされるが、実際には明側の損害も甚大であったようである。例えば、『朝鮮王朝実録』には「明軍はオイラト軍と交戦し、敗走したオイラト軍を追撃したところ、伏兵に後背を断たれて何十にも包囲されてしまい、神機銃を用いることでようやく攻囲を逃れることができた」という遼東の人々による報告が記録されている。これは第三者の記録であるが故に信憑性については疑問の余地があるものの、この記録が正しければオイラト軍の戦術は敗走してからが本番であり、明側の記録はオイラト側の攻勢を敢えて記録していないこととなる。
これを裏付けるように、永楽帝の第一次北征において明軍はオノン河でオルジェイ・テムル軍と、フルンボイル地方でアルクタイ軍と、それぞれ連戦できる余力があったにもかかわらず、この第二次北征ではウラーン・ホシューンの戦いの後に追撃を主張する諸将を抑えてすぐに帰還している。また、「大勝利」からの帰還後も永楽帝はオイラトに対す防衛体制を強化するよう命じていることなども、「ウラーン・ホシューンの戦い」が決して明軍側の一方的勝利とは言えなかったことを示唆している。

## その後の影響
この戦いにおいてオイラト部族連合、特に主導的な立場にあった順寧王マフムードの勢力は打撃を受け、翌1415年には明朝に対して謝罪の使者を派遣せざるをえなくなった。翌1415年、マフムードとダルバク・ハーンは相継いで死去し、ドルベン・オイラトではタイピン(エセク)がオイラダイ・ハーンを擁立して実権を握った。しかし、タイピンらはアルクタイ率いるモンゴルとの戦いでは劣勢に立ち、今度は逆にモンゴル側が増長することとなった。そのため、永楽帝は再びモンゴルを討伐することを決意したが、その遠征に帰路において崩御した。
一方、オイラト側ではマフムードの息子トゴンが父の地位を継承して短期間で勢力を復興させ、タイスン・ハーンを擁立してモンゴル部族連合を征服し、モンゴリアの再統一を果たした。そのため、ウラーン・ホシューンの戦いは明側における華々しい勝利の喧伝とは裏腹に、明朝にとってはオイラト/モンゴルの屈服という目的を果たせなかった戦略的には価値の低い勝利であったと言える。